# America's Cup 2003
La 31ª America's Cup si è svolta ad Auckland in Nuova Zelanda. Con più di millecinquecento giornalisti di trecentoventi media di quaranta Paesi, sessantamila articoli pubblicati e duemila ora di trasmissione televisive nei sei mesi dell'evento, ha permesso all'America's Cup di diventare per la prima volta il secondo avvenimento mondiale subito dopo i mondiali di calcio. La seconda coppa del nuovo millennio si svolge ad Auckland nel Golfo di Hauraki come nel 2000 ma per l'ultima volta: infatti il defender Team New Zealand è stato sconfitto dal Challenger svizzero Alinghi Swiss Challenge dell'armatore italo-svizzero Ernesto Bertarelli. Questa coppa verrà ricordata anche per il fatto che molti velisti neozelandesi tra i quali anche lo skipper Russell Coutts hanno lasciato il loro team e defender Team New Zealand per passare ad Alinghi.

## Gli sfidanti
Come nell'edizione del 2000, anche in questa edizione sono gli Stati Uniti ad essere la nazione più rappresentata con 3 sindacati: OneWorld Challenge con USA 65 e USA 67, Team Dennis Conner con USA 66 Stars and Stripes e USA 77, Oracle BMW Racing con USA 71 e USA 76. Poi con 2 team abbiamo l'Italia: dopo la finale al primo tentativo nel 2000, si ripresenta nelle vesti di Challenger of Records Prada Challenge con ITA 74 e ITA 80 entrambe chiamate Luna Rossa e il nuovo challenge dell'armatore Vincenzo Onorato Mascalzone Latino con ITA 72 ML XII. Con 1 team invece abbiamo gli svedesi di Victory Challenge con SWE 62 Örn e SWE 73 Orm, gli svizzeri di Alinghi Swiss Challenge con SUI 64 e SUI 75, i francesi di Le Défi Areva con FRA 69 e FRA 79 e i britannici di GBR Challenge con GBR 70 Wight Lightning e GBR 78 Wight Magic. Venne anche costruita un'imbarcazione tedesca con numero velico GER 68 dell'Illbrück Challenge che però non prese mai parte alla Louis Vuitton Cup.
| Club                                    | Team               | Skipper                      | Yachts          |
| --------------------------------------- | ------------------ | ---------------------------- | --------------- |
| Société nautique de Genève              | Alinghi            | Russell Coutts               | SUI 64          |
| Royal Ocean Racing Club                 | GBR Challenge      | Ian Walker                   | GBR 70          |
| Union Nationale Pour La Course au Large | Le Defi Areva      | Luc Pillot                   | FRA 69          |
| Reale Yacht Club Canottieri Savoia      | Mascalzone Latino  | Vincenzo Onorato             | ITA 72          |
| Seattle Yacht Club                      | OneWorld           | Peter Gilmour                | USA 65 & USA 67 |
| Golden Gate Yacht Club                  | Oracle BMW Racing  | Peter Holmberg Chris Dickson | USA 76          |
| Yacht Club Punta Ala                    | Prada Challenge    | Francesco de Angelis         | ITA 74          |
| New York Yacht Club                     | Team Dennis Conner | Dennis Conner                | USA 66 & USA 77 |
| Gamla Stans Yacht Sallskap              | Victory Challenge  | Mats Johansson               | SWE 63 & SWE 73 |

## Torneo di qualificazione

### Louis Vuitton Cup
La Louis Vuitton Cup si è svolta tra il 1º ottobre 2002 e il 19 gennaio 2003 con una grande vittoria per 5-1 di Alinghi sugli americani di Oracle BMW Racing del timoniere Peter Holmberg.

### Round Robin
| Pos | Team              | G  | V  | RR1 | RR2 | Punti |
| --- | ----------------- | -- | -- | --- | --- | ----- |
| 1   | Alinghi           | 16 | 13 | 7   | 6   | 13    |
| 2   | BMW Oracle        | 16 | 12 | 5   | 7   | 12    |
| 3   | OneWorld          | 16 | 13 | 8   | 5   | 12*   |
| 4   | Prada Challenge   | 16 | 11 | 4   | 7   | 11    |
| 5   | Victory Challenge | 16 | 7  | 3   | 4   | 7     |
| 6   | GBR Challenge     | 16 | 7  | 4   | 3   | 7     |
| 7   | Stars & Stripes   | 16 | 6  | 5   | 1   | 6     |
| 8   | Le Defi Areva     | 16 | 2  | 1   | 1   | 2     |
| 9   | Mascalzone Latino | 16 | 1  | 0   | 1   | 1     |

* A OneWorld è stata sottratta una vittoria.

### Quarti di finale
|  | Quarti di finale    | Quarti di finale  | Quarti di finale  |                   |                   | Ripescaggio     | Ripescaggio | Ripescaggio |  |
|  |                     |                   |                   |                   |                   |                 |             |             |  |
|  | Italia (bandiera)   | Prada Challenge   | 0                 |                   |                   |                 |             |             |  |
|  | Italia (bandiera)   | Prada Challenge   | 0                 |                   |                   |                 |             |             |  |
|  | Svizzera (bandiera) | Alinghi           | 4                 |                   |                   |                 |             |             |  |
|  | Svizzera (bandiera) | Alinghi           | 4                 |                   | Italia (bandiera) | Prada Challenge | 4           |             |  |
|  |                     |                   |                   |                   | Italia (bandiera) | Prada Challenge | 4           |             |  |
|  |                     |                   | Svezia (bandiera) | Victory Challenge | 0                 |                 |             |             |  |
|  | Svezia (bandiera)   | Victory Challenge | Svezia (bandiera) | Victory Challenge | 0                 | 4               |             |             |  |
|  | Svezia (bandiera)   | Victory Challenge |                   |                   |                   |                 |             |             |  |
|  | Francia (bandiera)  | Le Defi Areva     | 1                 |                   |                   |                 |             |             |  |

|  | Quarti di finale       | Quarti di finale | Quarti di finale       |          |                        | Ripescaggio     | Ripescaggio | Ripescaggio |  |
|  |                        |                  |                        |          |                        |                 |             |             |  |
|  | Stati Uniti (bandiera) | Stars & Stripes  | 4                      |          |                        |                 |             |             |  |
|  | Stati Uniti (bandiera) | Stars & Stripes  | 4                      |          |                        |                 |             |             |  |
|  | Regno Unito (bandiera) | GBR Challenge    | 1                      |          |                        |                 |             |             |  |
|  | Regno Unito (bandiera) | GBR Challenge    | 1                      |          | Stati Uniti (bandiera) | Stars & Stripes | 0           |             |  |
|  |                        |                  |                        |          | Stati Uniti (bandiera) | Stars & Stripes | 0           |             |  |
|  |                        |                  | Stati Uniti (bandiera) | OneWorld | 4                      |                 |             |             |  |
|  | Stati Uniti (bandiera) | OneWorld         | Stati Uniti (bandiera) | OneWorld | 4                      | 4               |             |             |  |
|  | Stati Uniti (bandiera) | OneWorld         |                        |          |                        |                 |             |             |  |
|  | Stati Uniti (bandiera) | BMW Oracle       | 1                      |          |                        |                 |             |             |  |

### Semifinali
La migliore vincente delle semifinali passa direttamente in finale, mentre l'avversaria di quest'ultima affronta la vincente dell'altra semifinale.
| Vincente | Perdente        | Risultato |
| -------- | --------------- | --------- |
| Alinghi  | BMW Oracle      | 4-0       |
| OneWorld | Prada Challenge | 4-2       |

#### Ripescaggio
| Vincente   | Perdente  | Risultato |
| ---------- | --------- | --------- |
| BMW Oracle | One World | 4-0       |

### Finale
La finale si è disputata al meglio delle 9 regate. Alinghi ha battuto BMW Oracle e si è guadagnato il diritto di sfidare Team New Zealand nella 31ª America's Cup.
| Vincente | Perdente   | Risultato |
| -------- | ---------- | --------- |
| Alinghi  | BMW Oracle | 5-1       |

## Match di coppa
La trentunesima edizione della Coppa America si svolse fra il 15 febbraio e il 2 marzo 2003 e vide lo sfidante Alinghi battere con un sonoro 5-0 il defender Team New Zealand timonata dal Dean Barker (allievo di Coutts). Fu una finale a senso unico visto l'alta caratura del pozzetto svizzero che vedeva tra le sue file, oltre al timoniere Russell Coutts, anche gente dal calibro di Brad Butterworth e Jochen Schümann ed altri numerosi velisti neozelandesi. Fu per questo motivo che ci fu molta tensione tra i sostenitori locali che accusarono di tradimento coloro che erano passati alle dipendenze del team di Ernesto Bertarelli e si disse che addirittura Coutts abbia ricevuto delle minacce dai suoi connazionali. Team New Zealand fu anche sfortunata perché si dovette ritirare nel primo e quarto match a causa di rotture strutturali (nel primo match ruppe il boma e il fiocco, nel secondo disalberò).
Con una brezza tesa, Alinghi vinse facilmente la prima regata, dopo che New Zealand si era ritirata a causa di diverse rotture alle manovre e nel pozzetto che le avevano fatto imbarcare grosse quantità di acqua. La seconda regata, il 16 febbraio 2003, venne vinta da Alinghi con un vantaggio di soli sette secondi. Fu una delle regate più combattute ed eccitanti da molti anni a quella parte, con le barche che si scambiarono al comando diverse volte e un duello di 33 viratenel quinto bordo. Quindi il 18 febbraio, in gara 3, Alinghi vinse una partenza critica, dopo aver ricevuto all'ultimo momento un avvertimento sul cambio di direzione del vento, e condusse per tutta la gara, vincendo con un margine di 23 secondi. Dopo nove giorni senza la possibilità di regatare, inizialmente a causa della mancanza di vento e successivamente per il troppo vento e il mare grosso, si arrivò al 28 febbraio, inizialmente previsto come giorno di riposo. La gara 4 venne nuovamente disputata con vento sostenuto e onde; le difficoltà di New Zealand continuarono quando il suo albero si spezzò durante il terzo bordo. Il giorno successivo (1º marzo 2003) fu ancora una volta un giorno di frustrante bonaccia, con la gara annullata dopo che le imbarcazioni avevano passato più di due ore in attesa del via con vento leggero. Lo skipper di Alinghi, Russell Coutts, non fu in grado di festeggiare il suo 41º compleanno con la vittoria della coppa, ma era in buona posizione per riuscirvi il 2 marzo. Gara 5 partì in orario e con una buona brezza. Alinghi vinse ancora una volta la partenza e si tenne in testa. Nel terzo bordo, New Zealand ruppe un tangone dello spinnaker durante una manovra. Anche se lo gettò a mare e lo sostituì con uno nuovo, non fu in grado di recuperare, perdendo la gara e la coppa.
| Data             | Vincitore | Yacht  | Sconfitto        | Yacht  | Distacco | Punteggio |
| ---------------- | --------- | ------ | ---------------- | ------ | -------- | --------- |
| 15 febbraio 2003 | Alinghi   | SUI 64 | Team New Zealand | NZL 82 | Ritiro   | 1-0       |
| 16 febbraio 2003 | Alinghi   | SUI 64 | Team New Zealand | NZL 82 | 0:07     | 2-0       |
| 18 febbraio 2003 | Alinghi   | SUI 64 | Team New Zealand | NZL 82 | 0:23     | 3-0       |
| 28 febbraio 2003 | Alinghi   | SUI 64 | Team New Zealand | NZL 82 | Ritiro   | 4-0       |
| 2 marzo 2003     | Alinghi   | SUI 64 | Team New Zealand | NZL 82 | 0:44     | 5-0       |